# Prinsessestraat
De Prinsessestraat is een straat in Paramaribo. De straat begint bij de Henck Arronstraat en gaat bij de Flamingostraat over in de Verlengde Prinsessestraat.

## Bouwwerken
Vanaf de Henck Arronstraat gaat de Prinsessestraat over de Sommelsdijkse Kreek heen, met daarna twee huizen links die op de monumentenlijst staan en vervolgens het Koto Museum. Verderop bevindt zich de Prinsesse Markt, de interkerkelijke organisatie Man Mit' Man, een afslag naar links naar de rk-begraafplaats, rondom de kruising met de Schietbaanweg enkele eetcafés en aan het eind de kerk Igreja Evangelica Da Paz. Bij de Flamingostraat gaat de straat verder als de Verlengde Prinsessestraat.
Verder bevindt zich Pérola in de straat. Dit is een Braziliaanse bar-dancing, nachtclub en hotel, en jaarlijks organisator van carnaval in het Javaanse centrum Sana Budaya.

### Koto Museum
Op nummer 43 bevindt zich het Koto Museum dat zich richt op het traditionele kledingstuk koto. Deze Surinaamse klederdracht kende haar bloeiperiode na afloop van de slavernij. Het museum werd opgericht door Christine van Russel-Henar met een collectie waar haar moeder Ilse Henar-Hewitt mee is begonnen. Het museum bevond zich sinds 2009 bij haar eigen huis en werd later naar de Prinsessestraat verplaatst.

### Monumenten
De volgende panden in de Prinsessestraat staan op de monumentenlijst:
| Omschrijving | Bouwjaar   | Adres              | Coördinaten                  | Objectnummer? | Afbeelding                    |
| ------------ | ---------- | ------------------ | ---------------------------- | ------------- | ----------------------------- |
| woonhuis     | circa 1900 | Prinsessestraat 37 | 5° 49' 57" NB, 55° 9' 28" WL | BPO 099       | Meer afbeeldingen Upload foto |
| woonhuis     | circa 1900 | Prinsessestraat 39 | 5° 49' 57" NB, 55° 9' 28" WL | BPO 100       | Meer afbeeldingen Upload foto |